# 隋晓峰
隋晓峰，音乐制作人，毕业于沈阳音乐学院，专修作曲，曾于中央音乐学院进修MIDI制作。专长编曲、录音合成、指挥、钢琴及键盘类乐器演奏、打击乐演奏、长笛演奏及单簧管演奏等。

## 作品

### 单曲
- 《爱你这么难》《母亲生日快乐》(作曲及编曲)获得中央人民广播电台音乐台1994年度十大金曲
- 《无与伦比》(词曲及编曲)获中国音乐先锋榜2002年度第四季度十大金曲
- 《将你爱到底》(词曲、编曲及演唱)获得广东音乐先锋榜2003年度第三季度十大金曲及年度十大金曲
- 2008年奥运歌曲《向前冲》 此作品获得“奥运十大金曲”
- 2008年奥运歌曲《站起来》成龙、韩红、孙楠、孙燕姿等重量级明星演唱
- 2008全国大学生原创动画大赛颁奖晚会暨中国国际动漫节闭幕式活动主题曲《在天河飞翔》（作曲编曲及制作）

### 专辑
- 《刘曼喜》流行歌曲专辑（1997年）
- 担任知名歌星萧亚轩、曹格、林忆莲、成龙、魏雪漫等音乐专辑制作人
- 杨臣刚《老鼠爱大米》网络歌曲专辑，数字发行及传统发行超一个亿（2003年）
- 香香《猪之歌》网络歌曲专辑，数字发行及传统发行超一个亿（2003年）
- 甘雅丹发烧天碟《走进西藏》《老槐树》（2003年）
- 邵兵首张专辑《兵临城下》的主打单曲《落花之夜》（2004年）
- 方晓青个人发烧专辑《等待》（2004年）
- “超级女声”广州赛区亚军邵雨涵专辑《邵雨涵·超级女声》（2005年）
- 齐放个人发烧专辑《百花齐放》（2005年）
- 专业汽车音乐专辑《悍马汽车音乐》（2008年）
- “T8音乐网”原创音乐专辑《听吧中国》（2008年）

### 舞台剧
- 大型杂技音乐剧《西游记》，该剧获得2007年度专业舞台艺术政府最高奖“文华奖”大奖，2008年获得全国主题歌舞杂技优秀剧目一等奖，第七届中国杂技“金菊奖”金奖。
- 广州红豆粤剧团现代粤剧《刑场上的婚礼》整场音乐，获得粤剧名伶红线女老师的高度赞赏。
- 广州木偶剧团童话剧《拇指姑娘》整场音乐创作及制作。
- 电视舞台剧《公仆》整场音乐创作及制作。

### 影视
- 大型3D动画连续剧《猪猪侠》全剧配乐及主题曲
- 大型3D动画连续剧《DD dog》全剧配乐及主题曲
- 大型3D动画连续剧《果冻宝贝》全剧配乐及主题曲
- 电影《西安故事》全剧配乐（此片参展戛纳电影节）等

### 音乐会
- “赵胤胤·无言的浪漫·期待情人节音乐汇”
- “原创音乐”系列音乐会